# Hôtel de ville de Los Angeles
L'hôtel de ville de Los Angeles (en anglais : Los Angeles City Hall) abrite la mairie de Los Angeles. L'immeuble, haut de 138 mètres, a été construit en 1928 à l'instigation du maire George Cryer et est un exemple d'Art déco.

## Histoire

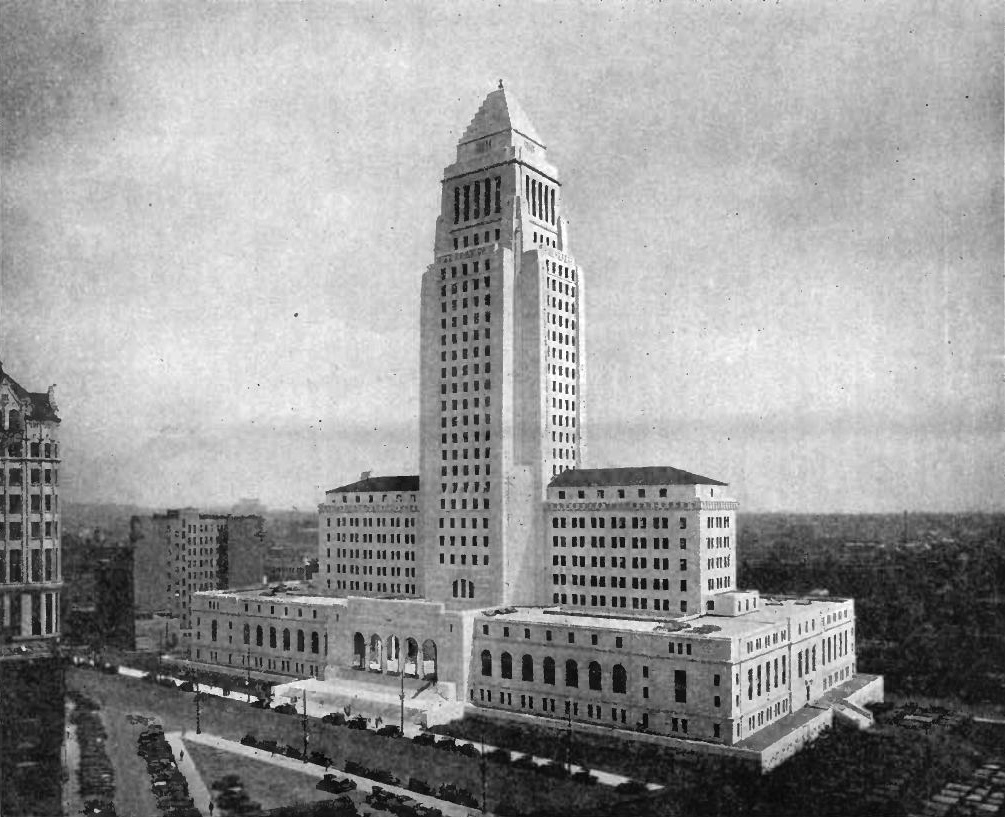
La mairie en 1931.

Les architectes sont John Parkinson, John Austin et Albert Martin. Le sommet de l'immeuble est censé ressembler au Mausolée d'Halicarnasse, l'une des sept merveilles du monde gréco-antique.
Sa construction a été réalisée avec du béton contenant du sable de chacun des 58 comtés de la Californie.
L'immeuble a été modifié dans les années 1998-2001 pour supporter les séismes. Le Los Angeles City Hall peut ainsi bouger indépendamment du sol et supporter un séisme de magnitude 8,1.
Au sommet de l'immeuble se trouve un signal lumineux qui brille la nuit. Le 27e étage accueille un observatoire pour le public. Les façades sont faites de granite et de terre cuite.
L'hôtel de ville de Los Angeles a été le plus haut immeuble de l'agglomération de Los Angeles jusqu'en 1967. En effet pendant plusieurs décennies, il a été interdit de construire un immeuble plus haut en particulier pour des raisons de risque sismique.
L'immeuble pèse 95 000 tonnes.

## Dans la culture populaire
Le bâtiment apparaît dans plusieurs jeux vidéos: 
- Grand Theft Auto San Andreas comme l'hôtel de ville de Los Santos.
- Grand Theft Auto 5, comme l'hôtel de ville de Los Santos, théâtre principal de l'action.
- L.A Noire, en tant que tel.

On aperçoit également l'édifice dans de nombreux films se déroulant à Los Angeles comme: 
- L.A Confidential, de Curtis Hanson, sorti en 1997.
- Le Dahlia Noir, de Brian de Palma, sorti en 2006.
- Au bout de la nuit, de David Ayer, sorti en 2008.
- The Nightcrawler, réalisé par Dan Gilroy et sorti en 2014.

L'hôtel de ville est aussi présent dans des séries ayant pour décor Los Angeles comme: 
- Southland, série de Ann Biderman.
- The Rookie: le flic de Los Angeles, de Alexi Hawley.
- S.W.A.T, de Shawn Ryan.
- NCIS: Los Angeles, de Shane Brennan.
- Rick Hunter, de Stephen J.Cannell. Le bâtiment apparaît dans le générique.

Bien évidemment, tous ces exemples ne sont pas exhaustifs et peuvent être complétés.